# انگیری (کمون)
انگیری (به فرانسوی: Angrie) یک کمون در فرانسه است که در canton of Candé واقع شده‌است. انگیری ۴۰٫۹۳ کیلومتر مربع مساحت دارد ۶۴ متر بالاتر از سطح دریا واقع شده‌است.